# ローレンス・カーニー
ローレンス・カーニー（英語：Lawrence Kearny、1789年11月30日 – 1868年11月29日）は19世紀前半のアメリカ海軍の士官。1840年代初頭、中国（清）と外交交渉を開始したが、これは半世紀後の門戸開放政策への道標となるものであった。

## 青年期
1789年11月30日、ニュージャージー州パースアンボイに生まれる。1807年11月24日士官候補生としてアメリカ海軍に入る。西インド諸島水域での奴隷貿易船の取締や、地中海でのギリシャ海賊の掃討で有名になった。

## 中国外交
中国人から見ると、同じ英語をしゃべる白人である英国のアヘン貿易業者と米国人の区別がつかなかった。このため、1839年にアヘン戦争が始まると、中国在住の米国人は様々な困難にあった。米国人保護のため、艦隊が派遣されることとなり、艦齢42歳の老朽帆走フリゲート・コンステレーション（USS Constellation）と、帆走戦闘スループ・ボストン（USS Boston）からなる東インド艦隊の指揮をカーニーがとることとなった。カーニーに与えられた命令は、1) 米国および米国市民の中国沿岸部における資産を保護すること、2) 中国の外交・および国内政策を尊重すること、3) 米国人あるいは米国船に偽装した船での麻薬の密輸を取り締まること、であった。慎重な行動が要求されており、場合よっては、より上位の判断を得るために、数カ月間を要することも想定された。
カーニーが中国に到着したのは1842年3月であり、すでにアヘン戦争は終結しつつあった。しかしながら、米国商人は中国人からの保護と損害の賠償を求めてきた。カーニーの優先事項は米国人による麻薬の密輸を禁止することで、賠償はその次であった。カーニーはいくつかの訴えは正当なものであり、他は誇張であると判断した。この冷静な判断は、カーニーの評判を高めることとなった。清の広州総督は米国副領事に対して、「私は、最近到着した代将は、正確な理解のもとに職務を実行しており、思慮深く、かつ公正であると聞いて降ります」と書いている。広州総督は、カーニーが判断した数十万ドルの損害賠償を、米国商人に支払うことを約束した。
カーニーは香港に到着したときに、南京条約のことを知った。カーニーは条約が5つの港を英国との貿易のために開くことを約束していることに注目し、米国にも同様の権利が与えられるべきと考えた。広州総督はカーニーに清と米国が公正な通商条約を結ぶことを提案した。カーニー自身はそのような条約に署名する権利を有していなかったが、巧みな交渉を続け、在清米国特命全権公使ケイレブ・クッシングの到着を待って、1844年7月2日に望厦条約が締結された。

## ハワイ問題
清からの帰途の1843年7月、カーニーはハワイに立ち寄った。それに先立つ1843年2月13日、英国フリゲート・キャリスフォート（HMS Carysfort）の艦長であるポーレット卿（Lord George Paulet）は艦砲射撃の威嚇を加え、ハワイを英国に割譲するよう要求した。国王カメハメハ3世は流血を嫌い、割譲することに合意していた。この行為はポーレットの独断であり、カメハメハ3世は英国政府とポーレットの上司であり、英国の太平洋地域での最高指揮官であるトーマス少将に正式な抗議文を送っていた。すでに本国政府は併合を拒否していたが、カーニー到着時には、まだ拒絶の知らせはハワイには届いていなかった。カーニーは断固たる抗議を実施し、米国の代表も加えて、ハワイと英国の代表が問題を解決するまで、併合を認めないと述べた。あわや米英間の国際紛争になりかけたが、トーマス少将が2週間後に「併合拒否」の報告を持って到着し、7月31日にハワイの独立は回復された。
帰国後、カーニーはノーフォーク海軍工廠長およびニューヨーク海軍工廠長を務め、1861年11月14日に退役した。生誕地であるパースアンボイで1868年11月29日に死亡した。

## 艦名
グリーブス級駆逐艦 DD-432に、カーニーの名前がつけられた。

## 参考
- この記事はアメリカ合衆国政府の著作物であるDictionary of American Naval Fighting Shipsに由来する文章を含んでいます。

| 軍職                  | 軍職                                  | 軍職                            |
| --------------------- | ------------------------------------- | ------------------------------- |
| 先代 ジョージ・リード | 東インド艦隊司令官 第3代：1841 - 1843 | 次代 フォックスホール・パーカー |